# Stoszowice-Kolonia
Stoszowice-Kolonia (dawniej Gorzejów, niem. Klein Neudorf) – kolonia wsi Stoszowice w Polsce, położona w województwie dolnośląskim, w powiecie ząbkowickim, w gminie Stoszowice.
W latach 1975–1998 kolonia administracyjnie należała do województwa wałbrzyskiego.
Do końca 2017 roku samodzielna kolonia Stoszowice.